# Drest III
Drest III, també conegut amb el nom de Drest mac Uudrost (o Uudrossig), va ser rei dels pictes del 522 al 530.
La Crònica picta associa el seu govern amb el de Drest IV. S'assignen diversos regnats, conjuntament o per separat, a aquests dos reis Drest que van d'un a quinze anys.
L'única font que tenim que ens parla de l'existència d'aquests reis són les diferents llistes de monarques pictes conservades. Tanmateix totes elles difereixen en els seus anys de regnat. Les llistes dels manuscrits del Grup A (971/975 i 1040/1072) de la Crònica picta, les còpies més antigues que n'existeixen, citen un regnat conjunt de Drest fill d'Uudrost i de Drest fill de Gyron de cinc anys, entre els de Galan Erilich i el regne en solitari de Drest IV. La llista del Llibre d'Ui Maine acorda per als dos Drest un regne conjunt de 15 anys entre els governs de Galann i el de Drest fill de Girom en solitari. Una autra llista diu que els dos Drest van governar conjuntament durant 12 anys. El manuscrit del Trinity Collège atorga un regne en solitari de 15 anys a Drest mac Uudrost entre Galann i Drest mac Gyrom. La llista elaborada per Joan de Fordun el segle XIV li dona a Drest un regnat de 8 anys enmig del regnat de Drest IV.